# Miliarda
Miliarda (zkratka mld.) je základní číslovka, která označuje číslo 1 000 000 000, tedy 109 (jednička a za ní devět nul), jinými slovy tisíc milionů.
V soustavě SI jí odpovídá předpona giga-.
V angličtině se slovo milliard používá jen velmi zřídka. V krátké škále se číslo 109 označuje jako bilion (billion), což v češtině označuje číslo 1012. Kvůli jednoznačnosti se proto miliarda někdy opisuje jako „tisíc milionů“.
Slovo miliarda pochází z latinského mille (tisíc) s rozmnožující koncovkou -ard.